# باشن (كورينثيا)
باشن (Πάσιον) هي مدينة في كورينثيا في مقاطعة كينتريكي إلادا في اليونان.